# Irene Burgo
Irene Burgo es una deportista italiana que compite en piragüismo en la modalidad de aguas tranquilas. Ganó dos medallas en el Campeonato Europeo de Piragüismo de 2015, plata en la prueba de K1 5000 m y bronce en K1 1000 m.

## Palmarés internacional
| Campeonato Europeo | Campeonato Europeo       | Campeonato Europeo | Campeonato Europeo |
| Año                | Lugar                    | Medalla            | Competición        |
| ------------------ | ------------------------ | ------------------ | ------------------ |
| 2015               | Račice (República Checa) | Medalla de plata   | K1 5000 m          |
| 2015               | Račice (República Checa) | Medalla de bronce  | K1 1000 m          |